# جامعة غرينتش
جامعة غرينتش (بالإنجليزية: University of Greenwich)‏ هي جامعة، تأسست في 1991، في المملكة المتحدة، وهي عضوة في أورسيد، وJisc ‏.